# Гай Клавдий Крас
Гай Клавдий Крас (на латински: Caius Claudius App. F. App. N. Crassus) e политик и сенатор на Римската република през 4 век пр.н.е.

## Биография
Произлиза от богатата римска патрицианска фамилия Клавдии. Син е на Апий Клавдий Крас Инрегиленсис (консул 349 пр.н.е.).
През 337 пр.н.е. той e диктатор. Неговият началник на конницата e вероятно Гай Клавдий Хортатор.